# Peter Hinwood
Peter Hinwood (* 17. Mai 1946 in England) ist ein englischer Schauspieler, der als Darsteller des Rocky in der Rocky Horror Picture Show bekannt wurde.
Hinwood arbeitete zunächst als Fotograf und Model, um schließlich als Schauspieler tätig zu werden. 1968 stellte er den griechischen Götterboten Hermes in einer Verfilmung der Abenteuer des Odysseus dar, 1970 folgte eine kleinere Rolle im Horrorfilm The Ballad of Tam Lin an der Seite von Ava Gardner.
Bekannt wurde er schließlich 1975 durch die Rolle des Rocky, einer von Dr. Frank N. Furter geschaffenen Kreatur in der Verfilmung des Musicals Rocky Horror Picture Show. Der 1,86 m große blonde Hinwood verkörperte die muskulöse Titelfigur, die geistig auf dem Niveau eines Kleinkindes ist. Seine Singstimme im Film stammte von dem australischen Sänger Trevor White.
Hinwood beendete seine Schauspielkarriere 1976 mit einer Nebenrolle in Derek Jarmans Historikdrama Sebastiane und arbeitet heute als Antiquitätenhändler in der Nähe von London. Hinwood war der letzte Lebenspartner von Christopher Gibbs, einem Händler und Sammler von Antiquitäten, der als einer der Erfinder des Swinging London galt. Bis zum Tod von Gibbs 2018 lebten beide in Tanger.

## Filmografie
- 1968: Die Odyssee (L’odissea, Fernsehvierteiler)
- 1970: The Ballad of Tam Lin
- 1975: The Rocky Horror Picture Show
- 1976: Sebastiane